# Pia Hård af Segerstad
Maj Britta Pia Hård af Segerstad, tidigare Maj Britta Hård af Segerstad, född Holmgren den 14 maj 1909 i Stockholm, död där den 17 januari 2001, var en svensk journalist.
Efter studentexamen vid Whitlockska samskolan 1928 gick Pia Hård af Segerstad på Otte Skölds målarskola men fick 1929 anställning på varuhuset Meeths reklamavdelning. Hon var medarbetare i Dagens Nyheter 1934–1948 och i Svenska Dagbladet 1950–1971. 
Pia Hård af Segerstad var dotter till Nils Holmgren och Karin Fjällbäck-Holmgren. Hon gifte sig 1939 med tandläkaren Bertil Hård af Segerstad (1897–1978).